# Жилкокрил
Жилкокрил (Pterygoneurum) — рід мохів родини Pottiaceae. Рід має космополітичне поширення.
Види:
- Pterygoneurum californicum H.Crum, 1967[1]
- Pterygoneurum chotticum Brotherus, 1902[1]
- Pterygoneurum ovatum Dixon, 1934
- та ін.